# Sojusz na Rzecz Zmiany i Transparentności
Sojusz na Rzecz Zmiany i Transparentności (ang. Alliance for Change and Transparency, ACT lub ACT-Wazalendo; suahili Chama cha Wazalendo) – tanzańska partia polityczna o profilu socjalistyczno-demokratyczny, zarejestrowana 5 maja 2014. Liderem partii jest Zitto Kabwe, ktróry dołączył do partii w marcu 2015.  

## Historia
Partia powstała w 2014 i już w tym samym roku wystawiła Annę Mghwir jako swoją kandydatkę na prezydenta w wyborach ogólnych w 2015. Zdobyła wówczas 98 763 głosów, co stanowiło wynik na poziomie 0,65%. Partia zdobyła jednak 1 mandat w Zgromadzeniu Narodowym.  
W wyborach ogólnych w 2020 kandydatem na prezydenta z ramienia ACT został Bernard Membe. Zdobył 81 129 głosów, co dało wynik 0,55%. Do Zgromadzenia Narodowego partia uzyskała 3 dodatkowe mandaty.  